# Andy Lanning
Andy Lanning es un historietista británico, conocido por su trabajo para Marvel Comics y DC Comics, y por sus colaboraciones con Dan Abnett.

## Carrera
Lanning trabaja fundamentalmente para Marvel Comics y DC Comics como entintador. También ha dibujado varios libros, tales como su creación The Sleeze Brothers.
El trabajo de Lanning como guionista incluye, junto a Abnett, el relanzamiento en 2000 del título de DC Legión de Súper-Héroes. Ambos cocrearon al personaje Resurrection Man junto al dibujante Jackson Guice en 1997.
Lanning y Abnett también colaboraron en la serie regular Nova para Marvel, que debutó en 2007. El dúo había hecho previamente la miniserie Nova dentro del crossover Annihilation, protagonizada por Richard Rider, convertido en el único miembro de los Nova Corps. Esta serie les llevó a pilotar el crossover Annihilation: Conquest, cuyos protagonistas pasaron a formar los nuevos Guardianes de la Galaxia.
Lanning colaboró con Abnett en el guion de la última encarnación de The Authority, con dibujos de Simon Coleby, como parte del relanzamiento de la línea Wildstorm llamado World's End.
En la Wizard World Chicago de junio de 2008 se anunció que Abnett y Lanning habían firmado un contrato exclusivo con Marvel, lo que esperaban les diese tiempo para trabajar en los personajes "cósmicos" con los que ya trataban, así como con otros situados en la Tierra. El contrato les permitía finalizar sus compromisos existentes, por lo que pudieron terminar su etapa de 15 números en The Authority. Su primer trabajo importante tras esto fue "War of Kings", que mostraba las consecuencias cósmicas de los acontecimientos narrados en Invasión Secreta. También escribió un crossover entre Marvel yTop Cow llamado Fusion.